# Amalfi
Amalfi er en by og en kommune i provinsen Salerno i regionen Campania i Italien. Byen ligger ved Salerno-bugten cirka 35 km sydøst for Napoli. Den er placeret ved udmundingen af en dyb kløft, ved foden af Monte Cerreto (1,315 meter), omgivet af dramatiske klippepartier og med udsigt over kysten og bugten. Byen Amalfi var fra år 839 hovedstad i et selvstændigt område, den var først en maritim republik og derpå et hertugdømme, og dens betydning for handelen på Middelhavet fortsatte frem til omkring år 1200. Indbyggertallet er 5.345.
Byen er den vigtigste på den del af kysten, der kaldes Costiera Amalfitana, og den er i dag en vigtig turistby sammen med nærliggende byer som Positano og Ravello. Kyststrækningen er optaget af UNESCOs World Heritage Sites.

## Geografi og klima
Amalfi ligger ved den del af Middelhavet, der kaldes det Tyrrhenske Hav, omgivet af byerne Atrani, Ravello og Positano. Byen er begunstiget af et mildt klima, men placeringen betyder også, at der falder mere end dobbelt så meget nedbør som i Danmark.
Målt over en periode på 30 år (1961-1990) var gennemsnitstemperaturen i den koldeste måned, januar, på 10,7 °C. Den varmeste måned, august, havde en gennemsnitstemperatur på +26,8 °C. Den samlede årlige nedbør var i perioden gennemsnitligt på 1.729 mm pr. år, sammenlignet med 712 mm i Danmark.
| 1961-1990                   | Jan  | Feb  | Mar  | Apr  | Maj  | Jun  | Jul  | Aug  | Sep  | Okt  | Nov  | Dec  | Året  |
| --------------------------- | ---- | ---- | ---- | ---- | ---- | ---- | ---- | ---- | ---- | ---- | ---- | ---- | ----- |
| Temperatur max. gnm. (°C)   | 14,0 | 15,0 | 17,2 | 20,4 | 24,8 | 28,0 | 30,0 | 30,4 | 26,1 | 22,2 | 17,5 | 13,8 | 21,6  |
| Temperatur min. gnm. (°C)   | 7,5  | 8,4  | 9,7  | 12,7 | 16,5 | 20,4 | 22,9 | 23,3 | 19,7 | 15,5 | 11,5 | 8,0  | 14,7  |
| Nedbør, mm gnm. (°C)        | 281  | 198  | 131  | 135  | 74   | 62   | 39   | 70   | 122  | 146  | 190  | 281  | 1.729 |
| Regnvejrsdage antal         | 11   | 12   | 9    | 10   | 6    | 4    | 3    | 4    | 7    | 8    | 10   | 12   | 96    |
| Solskinstimer timer pr. dag | 3,0  | 3,0  | 4,2  | 4,3  | 5,9  | 6,8  | 8,2  | 7,5  | 5,9  | 5,3  | 3,9  | 2,7  | 5,1   |

## Historie
Amalfi omtales første gang i det 6. århundrede, og fik sin første biskop i år 596. Byen blev i de følgende år en maritim magtfaktor, og den handlede korn med sine naboer,, salt fra Sardinien, slaver fra oplandet og endda tømmer. Det hele blev solgt for guld-dinarer, slået i Ægypten og Syrien, så man kunne købe byzantinsk silke, der kunne sælges i Vesten. Skibene med korn fra Amalfi havde i følge historikeren Fernand Braudel særlige privilegier i de islamiske havne. Amalfis sølove (Tavole Amalfitane) var et regelsæt for skibsfarten, der blev brugt af mange andre kristne havnebyer. Købmændene fra Amalfi brugte guldmønter ved deres køb af jord i det 9. århundrede, på et tidspunkt, hvor det meste af Italien ellers anvendte en økonomi baseret på byttehandel.
Amalfi var i begyndelsen en del af det byzantinske kejserriges besiddelser i Italien, regeret fra Napoli. I det 9. århundrede frigjorde byen sig efterhånden fra det napolitanske styre, men der kom en ny trussel fra de lombardiske fyrster i Benevento, og i 838 blev byen erobret af Sicard af Benevento. Allerede året efter gjorde borgerne oprør og befriede byen, og de valgte deres første leder, der fik titel af præfekt. I det 8. og 9. århundrede kom der igen gang i handelen på Middelhavet, efter en urolig periode, og sammen med Gaeta havde Amalfi en stor del af den østvendte handel. Venedig var på det tidspunkt endnu en mindre sømagt, så det var Amalfi, der blev kaldt på, da Pave Leo 4. dannede en liga, der også talte Gaeta og Napoli. Ligaens flåde skulle beskytte pavestaten mod saracenerne, og initiativet blev kronet med en afgørende sejr over saracenernes flåde i 848.
Amalfi voksede i de følgende år i betydning som sømagt, og i 957 fik byens leder, Mastalus 2., titlen som hertug for at markere, at han var ligemand med regenterne i Napoli og Gaeta. Omkring årtusindskiftet havde Amalfi sin storhedstid, og byen skønnes på det tidspunkt at have haft omkring 70.000 indbyggere. Byen blev i denne periode regeret af hertug Manso 1. (966–1004), og den konkurrerede med Genova og Pisa om at være områdets vigtigste sømagt. I Manso's regeringstid blev byen ophøjet til ærkebispesæde (987) og det var også i det tidsrum (977), at den arabiske rejsende Ibn Hawqal skrev om byen:
| „ | ... den rigeste lombardiske by, den vigtigste, den mest berømte, og den mest velhavende og overdådige. Amalfi grænser op til Napoli, som er en smuk by, men den er ikke lige så betydningsfuld som Amalfi. | “ |

Det middelalderlige Amalfi var berømt for sine skoler for jura og matematik, og byens sølove var anerkendt i Middelhavsområdet helt frem til 1570.
Bortset fra periode 1039-1052, hvor Guaimar 4. af Salerno underlagde sig byen, holdt det hertugelige dynasti fast ved magten frem til 1075, hvor den normanniske hertug Robert Guiscard erobrede byen. Borgerne gjorde oprør i 1096 og 1130, men ved begge lejligheder blev byen generobret af normannerne. Efter at Roger 2. af Sicilien havde generobret Amalfi i 1131, blev den i 1135 og 1137 ødelagt af den rivaliserende bystat Pisa, der støttede Rogers modstandere. Amalfi havde herefter svært ved at fastholde sin position som handelsby, og byen fik sit endelige knæk i 1344, da et undersøisk jordskælv sendte en flodbølge ind over byen. Den ødelagde blandt andet Arsenalet, hvor byen byggede og opbevarede sine galejer, og sammen med de øvrige ødelæggelser betød det, at Amalfi blev reduceret til en almindelig provinsby.
Byens økonomi var tvunget til at udvikle sig i andre retninger, og et af de håndværk, der blev udbredt, var produktionen af papir. Borgerne i Amalfi var nogle af de første i Italien, der hjembragte teknikken til papirfremstilling fra Mellemøsten, og papiret erstattede brugen af kalveskind og det dyre papyrus. Amalfi er blevet kendt som producent af en kraftig, håndlavet papirtype, der kaldes "bambagina". Den eksporteres stadig til både USA og flere europæiske lande, og den er blevet brugt over hele Italien til for eksempel indbydelser til bryllupper, til visitkort og som elegant brevpapir. Papirets høje kvalitet har også betydet, at det er blevet anvendt af kunstnere som tegneren Giuseppe Leone (født 1778).
Den smukke kyststrækning omkring byen har altid fascineret de tilrejsende, men en egentlig turisme var længe om at nå til Amalfi, da man i mange år kun kunne komme til byen ad søvejen. I 1920'erne og 1930'erne var den et eksklusivt samlingssted for medlemmer af den britiske overklasse og aristokratiet, og først fra 1950'erne nåede masseturismen til byen.

## Befolkningsudvikling
Grafen viser, at Amalfis folketal er faldende på trods af turismen.

## Seværdigheder
Amalfi havde en fremtrædende position i den middelalderlige arkitektur, med katedralen Sant'Andrea, klokketårnet (campanile) og klosteret for cappucinermunkene, skabt af kardinal Pietro Capuano fra Amalfi. Disse bygninger afspejler den fremherskende arkitektur i den normanniske periode, med dens blanding af stramme romanske linjer og byzantinske hvælvinger og kupler, der kombineres med arabisk inspirerede elementer.

### Katedralen
Byens katedral er opkaldt efter Sankt Andreas og den er placeret på et plateau, hvorfra en trappe fører ned til byens centrale domkirkeplads. Kirken hviler på resterne af både et romersk tempel og en ældre kirke, bygget i de 9. århundrede. Den nuværende kirke blev påbegyndt i det 11. århundrede, og den fik sin tilknytning til Sankt Andreas i 1206, da bysbarnet kardinal Pietro Capuano bragte rester af apostlen med hjem fra det 4. korstog (der noget ulogisk gik til den kristne by Konstantinopel).
Adgangen til kirken sker via en kunstfærdigt udført bronzedør, skabt i Konstantinopel i midten af det 11. århundrede. Det gyldne loft er udsmykket med fire store malerier, udført af Andrea d'Aste. De viser sankt Andreas, der bliver pisket, miraklet med manna fra himlen, korsfæstelsen af Andreas og endelig Andreas på korset. I kirkens venstre side er der en trappe ned til relikvierne i krypten, der blev indviet i 1208. I katedralen findes en bronzestatue af Sankt Andreas, udført af Michelangelo Naccherino, som var elev af Michelangelo, og desuden er der marmorstatuer af Sankt Stefan og Sankt Laurentius.
Domkirken forfaldt i det 19. århundrede og under en kraftig storm i december 1861 blæste en del af facaden ned. En ny facade blev bygget i sort og hvid marmor, og den stod færdig i 1891.
Ved siden af kirken står dens karakteristiske klokketårn (campanile), påbegyndt i 1180. Tårnets top – med små sidetårne – er inspireret af arabisk arkitektur.

### Chiostro del Paradiso
Arkitekten Filippo Augustariccio skabte i årene 1266-1268 Chiostro del Paradiso ("Paradisklosteret"), som begravelsesplads for byens adelige familier. Bygningens søjler og buer er endnu et eksempel på den arabiske arkitekturs indflydelse. Omgivelserne fungerer som et ægte udendørs museum, med rester af romerske og middelalderlige søjler, sarkofager med motiver som brylluppet mellem Peleus og Thetis, og skændingen af Proserpina, samt fragmenter fra den oprindelige facade på domkirken.

### Andet
Byen har et lokalt bymuseum, og man kan også bese resterne af Arsenalet. Uden for byen ses ruinerne af det kloster, som oprindeligt blev skabt af Pietro Capuano i 1212 som San Pietro della Canonica. I 1214 blev det overtaget af cistercienserne og i 1583 blev det kapucinerkloster. Det blev senere forladt og gik i forfald. Dalen bag byen kaldes også Valle dei Mulini ("Møllernes Dal"), fordi det var her, de mange papirmøller lå. I dalen findes et museum for papirfremstilling.

## Kultur
Amalfikysten er kendt for sin produktion af Limoncello likør, fremstillet af lokale citroner. Det lokale sort hedder "sfusato amalfitano" og er typisk mere aflang og mere end dobbelt så stor som andre citroner. Denne sort har tyk, rynket skal og frugtkød der er sødere, med færre sten end man ellers ser i citroner. Disse citroner dyrkes i haver anlagt i terrasser langs hele Amalfikysten.
Byen har tre årlige begivenheder, der tiltrækker besøgende. De to første er festerne for Sankt Andreas, henholdsvis 25.–27. juni og 30. november, og den tredje er "den byzantinske nytårsaften" 31. august, der markerer starten på det byzantinske kirkeår. Endelig er byen hvert fjerde år vært for en kaproning, hvor hold fra de fire gamle søfartsrepublikker Venezia, Genova, Pisa og Amalfi dyster mod hinanden. Konkurrencen afholdes skiftevis i de fire byer, og Amalfi var senest vært (og vinder) i 2012.
I Amalfi uddeles hvert år prisen Premio Amalfi, som anerkender betydningsfulde bidrag til forskningen i sociologi.